# Lijst van burgemeesters van Noordwijkerhout
Dit is een lijst van burgemeesters van de voormalig Nederlandse gemeente Noordwijkerhout in de provincie Zuid-Holland tot 1 januari 2019 toen die gemeente opging in de nieuwe gemeente Noordwijk. 
| Ambtsperiode                       | Naam burgemeester                                   | Partij of stroming | Bijzonderheden                                                                                            |
| ---------------------------------- | --------------------------------------------------- | ------------------ | --- |
| 1812 - ?                           | Dirk Koudijs                                        |                    | |
| 1832 - 1843                        | Jan Gerard Cramerus                                 |                    | |
| 1844 - 1851                        | mr. Frederik Albert Govert graaf van Limburg Stirum |                    | |
| 1851 - 1858                        | H.C.J. Hoog                                         |                    | |
| 1858 - 1870                        | W. Hoog                                             |                    | |
| 1870 - 1873                        | S. van 't Haaff                                     |                    | |
| 1873 - ?                           | mr. Hendrik graaf van Limburg Stirum                |                    | |
| 1877 - 1882                        | jhr.mr. Tjalling Aedo Johan (Reino) van Eysinga     |                    | |
| 1883 - 12 juni 1890                | jhr.mr. Abraham Daniel Theodoor Gevers              |                    | [ 1 ] |
| 1890 - 1904                        | jhr. Frans (F.C.V.) Dommer van Poldersveldt         |                    | werd burgemeester van Princenhage                                                                         |
| 1904 - 1915                        | J.P.J.M. Sweens                                     |                    | |
| 1915 - 1917                        | Antoon Bernardus Vermeulen                          |                    | |
| 1917 - 1944                        | A.A.C.M. van Iersel                                 |                    | |
| 1944 - 1945                        | G. Musegaas                                         | NSB                | eerst tijdelijk maar in maart 1945 benoemd tot burgemeester, tevens waarnemend burgemeester van Noordwijk |
| 1945 - 1952                        | A.A.C.M. van Iersel                                 |                    | |
| 1952 - 1968                        | P.M.M. van der Weijden                              |                    | eerder burgemeester van Nieuwkoop                                                                         |
| 1968 - 1980                        | H.J.M. Bosma                                        | KVP                | |
| 1980 - 1991                        | Frans Winkel                                        | KVP/ CDA           | |
| 1992 - 2001                        | Jan Andel                                           | CDA                | |
| 2001                               | Irma Günther                                        | VVD                | waarnemend                                                                                                |
| 2001 - 2005                        | Han Polman                                          | D66                | |
| 2005                               | Irma Günther                                        | VVD                | waarnemend                                                                                                |
| 1 december 2005 - 31 december 2018 | Gerrit Goedhart                                     | CDA                | ontslag van rechtswege i.v.m. opheffing gemeente wegens gemeentelijke herindeling                         |